# エストゥロイトンネル
エストゥロイトンネル（Eysturoyartunnilinあるいは初期にはSkálafjarðartunnilinとも）は、フェロー諸島のタンガフィヨルドの下をくぐりストレイモイ島とエストゥロイ島を結ぶ道路の海底トンネルである。スカーリフィヨルドの南側をくぐって東側のルナヴィークおよび西側のストレンドゥルも結ぶ。分岐している海底トンネルの全長は11.24キロメートルあり、世界初の海面下ラウンドアバウトも備える。建設費は10億デンマーク・クローネと推計される。2020年12月19日に開通した。

## 歴史
エストゥロイトンネルの建設構想は、それぞれ2002年と2006年に開通して地域交通に新しい時代を開いたヴォーアルトンネルとノードイトンネルの建設に際して持ち上がった。2006年には、このトンネルを建設するための民間企業、P/F Skálafjarðartunnilinが設立された。経済危機のため、計画を実現にこぎつけ政治的な支援を受けるために数年を要した。トンネルは2012年の国家交通計画に盛り込まれ、この際にスカーリフィヨルドトンネルの名前を廃して正式にエストゥロイトンネルと名付けられた。2013年6月に別の民間企業、P/F Eysturoyartunnilinが設立されてフェロー諸島政府、フェローの保険会社LÍVおよびデンマークのコペンハーゲンインフラストラクチャーパートナーズ (CIP) と交渉を開始した。CIPはフェロー諸島の運輸大臣Kári P. Højgaardと秘密の協定を結び、後にこれが明るみに出たために9月初めに辞任を余儀なくされた。これは政治的な問題となった。2015年に公式調査の結果が出たのち、カイ・レオ・ヨハンセン内閣は早期の選挙を実施しなければならなくなった。P/F SkálafjarðartunnilinとP/F Eysturoyartunnilinの両社は、2年にわたって活動がなかったために2015年に清算された。一方で、2013年の政治危機の結果として、特別委員会は民間方式ではなく公的方式の提案を作成した。この提案は全政党に支持され、この結果として2014年に公的企業P/F Eystur- og Sandoyartunlar（ESTと略される）が設立された。運輸省が全株式を保有するこの会社は、エストゥロイトンネルとサンドイトンネルの双方を建設・保有・管理する。スウェーデンの建設会社NCCと建設作業の契約が結ばれた。

## 建設
2016年11月8日に、NCCとエストゥロイトンネルおよびサンドイトンネルの建設契約が結ばれた。双方のトンネルについての契約は20億7300万デンマーク・クローネで、一方双方のトンネルの総建設費は約26億デンマーク・クローネとされる。
トンネル自体の掘削は2017年2月21日にストレンドゥル側から、4月27日にHvítanes側から開始された。ストレンドゥル側の作業班は、水面下のラウンドアバウト部に2017年12月4日に到達し、この時点で両側からの距離を合計すると3,059メートル掘削されていた。最初の区間およびラウンドアバウトが完成すると、3番目の作業班が掘削を開始し、2つの作業班はラウンドアバウトとHvítanesを結ぶ区間を両側から掘削して2019年6月7日に水面下で貫通し、もう1つの作業班はラウンドアバウトからSaltnesへ向かって掘削した。最後の発破は2017年6月7日に実施され、その後数か月かけて舗装、ケーブル敷設、非常用設備の設置、標識類の設置が行われた。この間NCCは掘削機械をサンドイトンネルの方に移動させ、2019年6月27日からそちらの掘削が開始された。
2020年12月1日に開通が予定されていたが、技術的な遅れと新型コロナウイルス感染症の問題により2020年12月19日に遅れることになった。緊急車両は2020年9月1日よりトンネルを通行することが許可されている。

## 諸元
トンネルは2車線の海底トンネルで、3本のトンネルは海面下72.6メートルにある水底ラウンドアバウトで接続されている。ルナヴィーク近郊・SaltnesのRókiniにある入口からラウンドアバウトまでは2,153メートル、ストレンドゥルのSjóvarからラウンドアバウトまでは1,625メートルある。トースハウンからの本坑はラウンドアバウトまで7,460メートルあり、Hvítanesの村に入口がある。道路の総延長は11,238メートルとなり、ノルウェーのスタヴァンゲルにあるRyfastトンネルに次いで世界で2番目に長い海底道路トンネルとなる。
安全のために、トンネル内の勾配は最大5パーセントになっており、もっとも低い地点は海面下189.0メートルにある。

## 料金
トンネルの建設費は通行料金で償還されることになっている。2020年7月には通行料金が発表され、トースハウンからエストゥロイへ小型車両は75デンマーククローネ、Saltnesとストレンドゥルの間の地域交通は25デンマーククローネとされている。ヴォーアルトンネルとノードイトンネルは片道のみ課金されているのに対し、こちらでは双方向とも課金される。既存の2本の海底トンネルの経験から、当初の見込みより通行量は多くなると見込まれており、通行量が増えることによって資金返済は確実になるとされている。

## 影響
2021年にトンネルが開通すると、フェロー諸島の首都トースハウンへの所要時間を大きく短縮することになる。トースハウンからルナヴィーク/ストレンドゥルへの移動距離は、従来の55キロメートルから17キロメートルへと短縮される。自動車での移動時間は64分から16分へと短縮される。またトースハウンからクラクスヴィークへの所要時間は68分から36分へと短縮される。既存の2本の海底トンネルの影響と同様に、地域的にも全国的にもアクセス可能性が拡大することにより、通行量の増大、地域間の交流と統合が促進されると期待されている。エストゥロイ島側では2019年から2020年にかけて家の価格が31パーセント上昇しており、2015年から2020年の間では2倍になった。
Strandfaraskip Landsinsは、フェロー諸島の主要都市間バス路線であるクラクスヴィーク-トースハウン間を運行しているが、ルナヴィークを経由する新ルートではなく従来のSkálafjørðurおよびSundaを経由するルートを維持する見込みである。Sundalagiðと東エストゥロイの間の連絡が続けられるか、それがどのような形態になるかは2020年9月の時点では不明である。
フェロー諸島政府とルナヴィーク自治体は、トンネル開通後に町の通りを通過する交通が増えることを緩和するために、トンネルの坑口とGlyvrarの町との境界までのバイパス建設に合意している。この道路は海岸に沿って建設される見込みである。